# Cañada Real Soriana Oriental

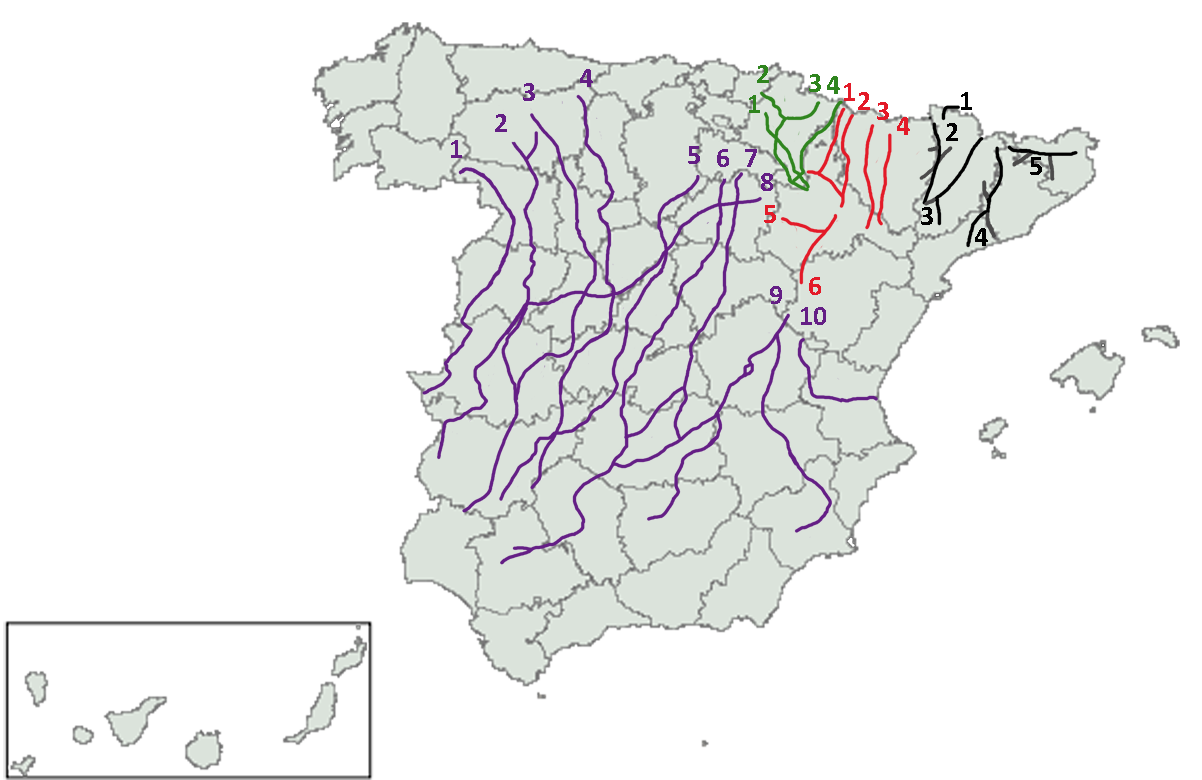
Principales Cañadas Reales de Castilla y sus equivalentes en los otros reinos españoles
Nº 7: Cañada Real Soriana Oriental

La Cañada Real Soriana Orientales una de las Cañadas de la Meseta. Posee unos 800 km de longitud, partiendo desde la provincia de Soria y llegando a la de Sevilla.
Esta Cañada se describe en un documento del año 1879 (depositado en el Archivo y Secretaría de la Asociación General de Ganaderos) donde se detalla el reconocimiento practicado por el Visitador Celestino del Río entre los años 1862 y 1863. Dicho documento afirma que «esta Cañada principal viene de la provincia de Logroño y pueblos de la sierra de Cameros, a la altura de Monte Real, término de Munilla, confinando con término de Yanguas».

## Inicio

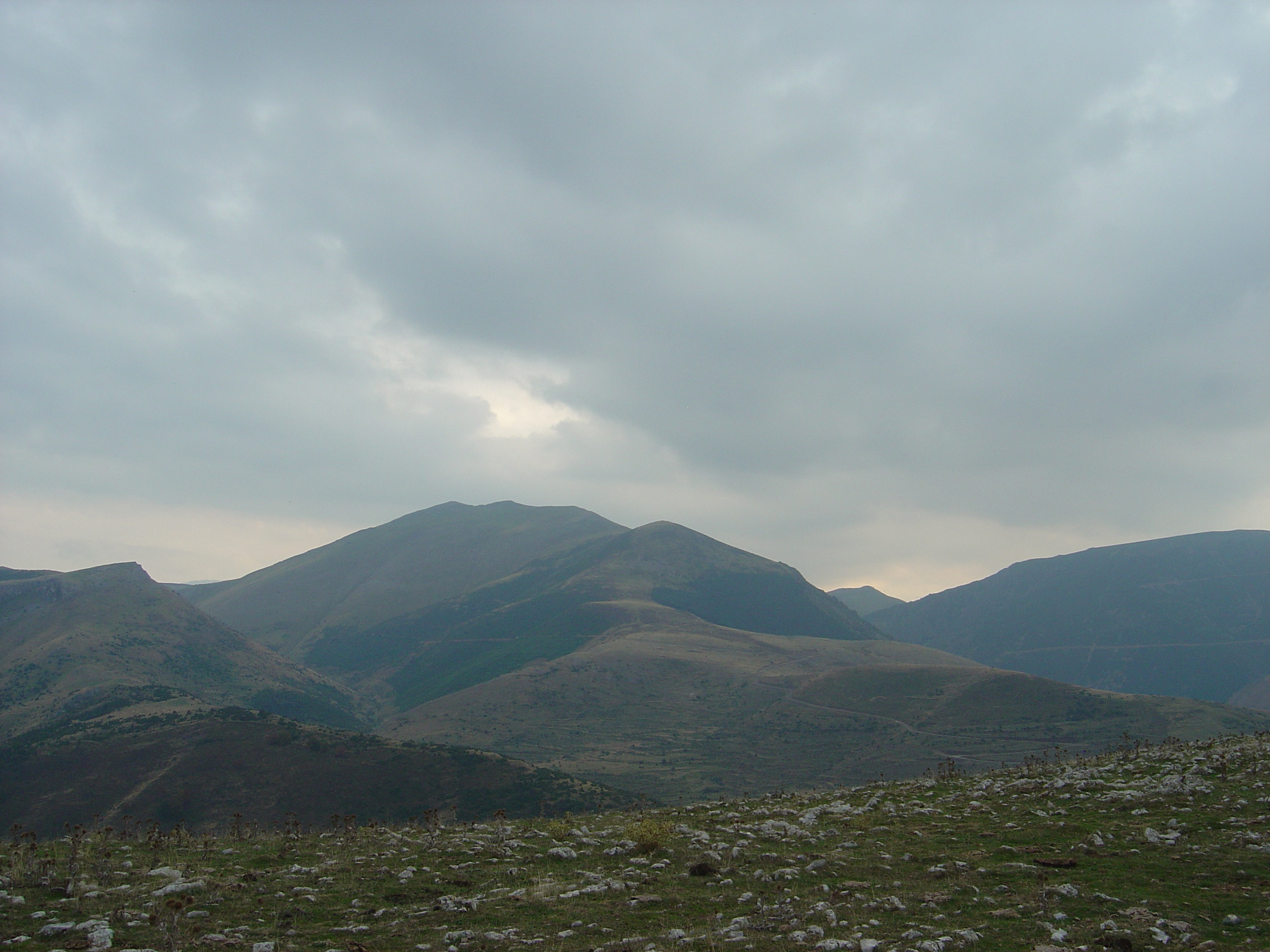
Sierra de Castejón, Brieva de Cameros, La Rioja.

La cañada principal viene de la provincia de Logroño y pueblos de la sierra de Cameros, a la altura de Monte Real, término de Munilla, junto al término de Yanguas. En esta forma va desde el sitio de Prado del Agua al quinto de Santiago.
Ya desde su arranque una colada de 50 varas de ancho permite recoger los rebaños procedentes de Villar de Maya, La Laguna y Verguizas para incorporarlos en el puerto de Vizmanos a la cañada principal. Pero no todos los ganados procedentes de la Sierra de Cameros seguían este trazado. Los de La Ventrosa y Brieva de Cameros subían la cuerda hasta el mojón de las Tres Cruces (1.904 m), donde confluyen las provincias de Burgos, Logroño y Soria, para descender cañada abajo hasta el caserío de Santa Inés, que se levanta entre pinos de gran porte en la orilla izquierda del río Revinuesa, y siguiendo el curso del mismo llegarían hasta Vinuesa.
La tierra de Vinuesa, bañada por el Duero y por los arroyos Revinuesa y Remunicio, contó con un lavadero de lanas cuyos vestigios todavía podemos adivinar en la margen izquierda del Duero, junto a otras ruinas de molinos y batanes. Vinuesa conserva, junto a sus espléndidos montes de pinos, hayedos y robledales, toda una arquitectura típica de la zona pinariega soriana.
El cordel principal recorre la Sierra de Alba, entre los puertos de Piqueras y Oncala. En esta zona se levantan los pueblos sorianos de mayor tradición ganadera: Yanguas, Santa Cruz de Yanguas, Oncala, San Pedro Manrique, Almarza, Gallinero, Castilfrío, Aldeaseñor, algunos de los cuales conservan excelentes muestras de casonas pertenecientes a Hermanos del Concejo de la Mesta, ya que, entre las obligaciones que tenían los ganaderos mesteños, una de ellas era tener casa abierta durante todo el año, sin cuyo requisito peligraban los aprovechamientos de las hierbas durante los agostaderos.
Desde la portillera de Garagüeta, la cañada baja hacia la cuenca del Tera y discurre a la altura de Almarza en dos ramales (por un lado los años pares y por otro los impares). En medio queda la cuesta de la Cerveriza, Las Galindas, para ir ya en un solo ramal hacia al Cubo de la Sierra.
Almarza sigue siendo un lugar que todavía conserva su estructura de tierra ganadera, si bien ya han ido apareciendo roturaciones en detrimento de cercas, arbolados y prados de guadaña. En el siglo XIX mantuvo algunos telares, tejedores de paños y lienzos.
Pasado el cruce de la carretera que lleva a Tera, la cañada discurre en dirección a Zarranzano por buen trazado. En lo que fue la Venta de Zarranzano, todavía el ganado trashumante que hace la cañada hasta Soria se detiene a descansar y pasar la noche. Muy próximo a la extinguida Venta se encuentra un viejo castro celtibérico.
Después de remontar una pequeña cuesta, la cañada entra en los llanos de Chavaler, donde aparece intacta su anchura de 90 varas. Pero antes, siguiendo el curso del río Zarranzano hacia abajo, queda la Casa Fuerte de San Gregorio, de Diego de Medrano, que vivió durante el reinado de Enrique IV. Más adelante, la cañada faldea el cerro Castillejo, donde Escipión levantó su campamento durante el asedio a la ciudad de Numancia. En el mismo lugar donde también lo tuvieron los generales romanos Marcelo y Pompeyo. El río Duero a su paso por Garray, antes de cruzar su puente medieval, sirve de abrevadero a los rebaños de merinas.

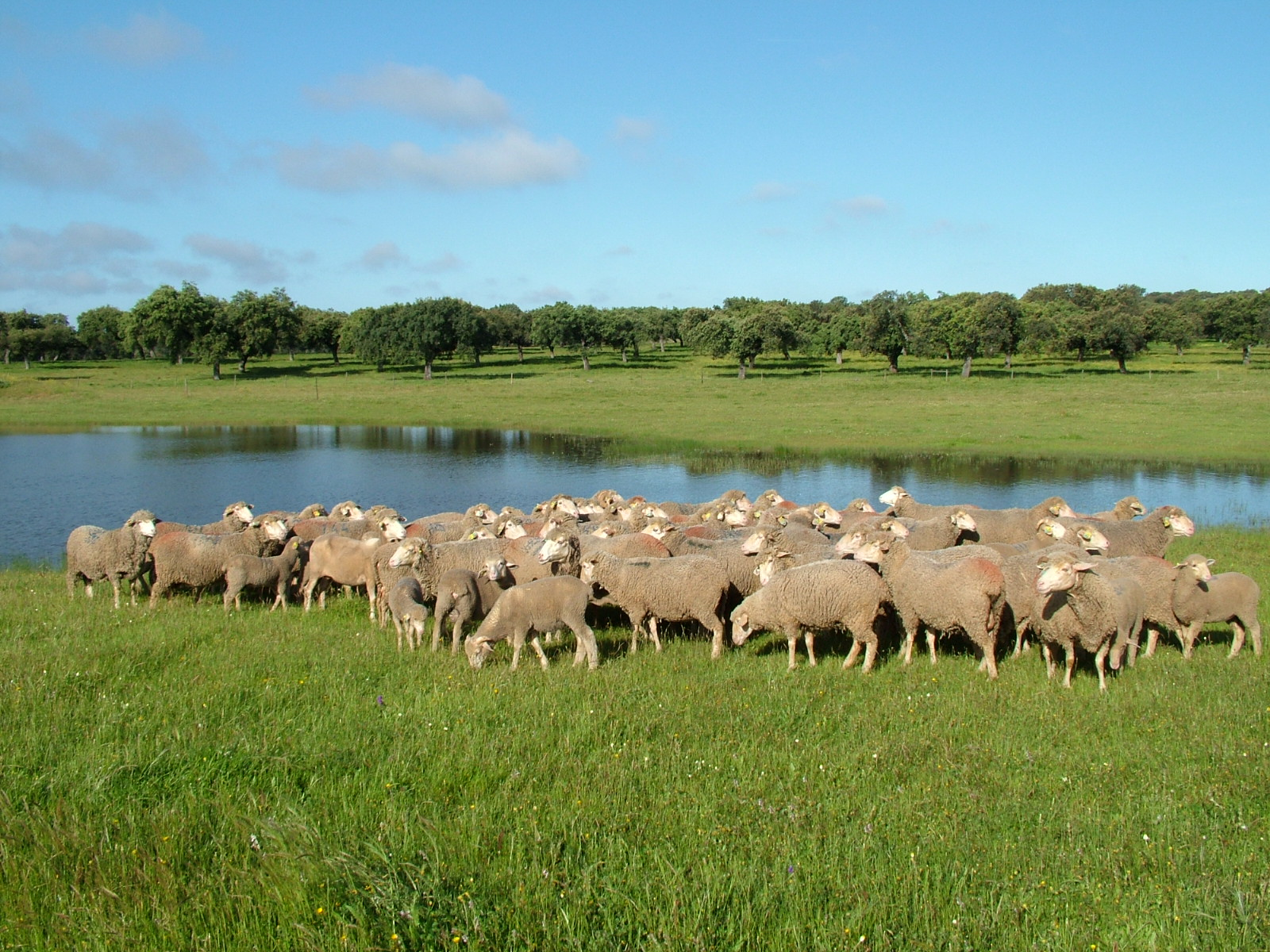
Ovejas de raza merina pastando.

Después de Garray -topónimo según Ramón Menéndez Pidal de origen vasco-ibérico con el significado de "el quemado"-, próxima a Numancia, la cañada sigue el camino romano de Numancia a Medinaceli. A su paso por el Arenalejo se pueden observar las cintas pétreas de la calzada, faldeada por robles. Más adelante, por Malaquebrada o Valdecureña la calzada se borra para dejar paso al cordel, que ahora tiene que atravesar por un túnel la variante norte de Soria. En el punto donde se cruza con la carretera Soria-Logroño, todavía se conserva un pontón romano, prácticamente cegado por basuras y escombros. Desde este lugar hasta Soria, la cañada sigue el curso de la carretera y desaparece en su totalidad, al haber sido invadida por edificaciones: cárcel, Casa de cultura etc. En el lugar donde hubo un descansadero, con un pilón para abrevar, antes de cruzar la capital en dirección al río Golmayo. Pasado el puente de Carlos IV, la cañada ha sido nuevamente destruida, a consecuencia de los nudos viarios y pasos elevados barriendo toda la urdimbre de la Coronela y Valhondo. Queda la Fuente de la Teja casi como único vestigio de un pasado muy inmediato.
En el término de Lubia se siguen dos opciones. La primera, que introduce la Carta de 1857 por las Matas de Lubia, por la dehesa del mismo nombre confinando con el término de Miranda de Duero (agregado de Tardajos de Duero), hasta el mojón divisorio de Lubia, Rabanera y Valverde. La segunda, el trazado al lado occidental de la carretera. Velacha, con su torre medieval, es un lugar atractivo de reminiscencias arcaicas, donde había barca de maroma para pasar el Duero.
La cañada, ya por el término de Fuentelcarro, atraviesa pinares y baldíos comuneros y después de la taina de la Sidora según consta en los informes del visitador de 1857, desemboca en la tejera de los Donenses o Tejera de los Donicines, donde hay descansadero. Este descansadero se conserva en la actualidad, pese a la segregación que hizo el Ayuntamiento de Almazán para la construcción de una fábrica de muebles. La Cañada atraviesa el Duero por el puente medieval y, girando a la derecha penetraba en la villa por el Postigo, calles de los Monjes y de los Huertos, para salir de nuevo del recinto por la Puerta del Mercado, hoy llamada también de Berlanga. En el paraje de las eras se incorpora el ramal que viene de Ribarroya, Almarail y Viana, con un descansadero. Continúan los dos ramales reunidos en uno, pero estrechado a la anchura de 45 varas, como consecuencia de las roturaciones que sufrieron las eras en 1849.

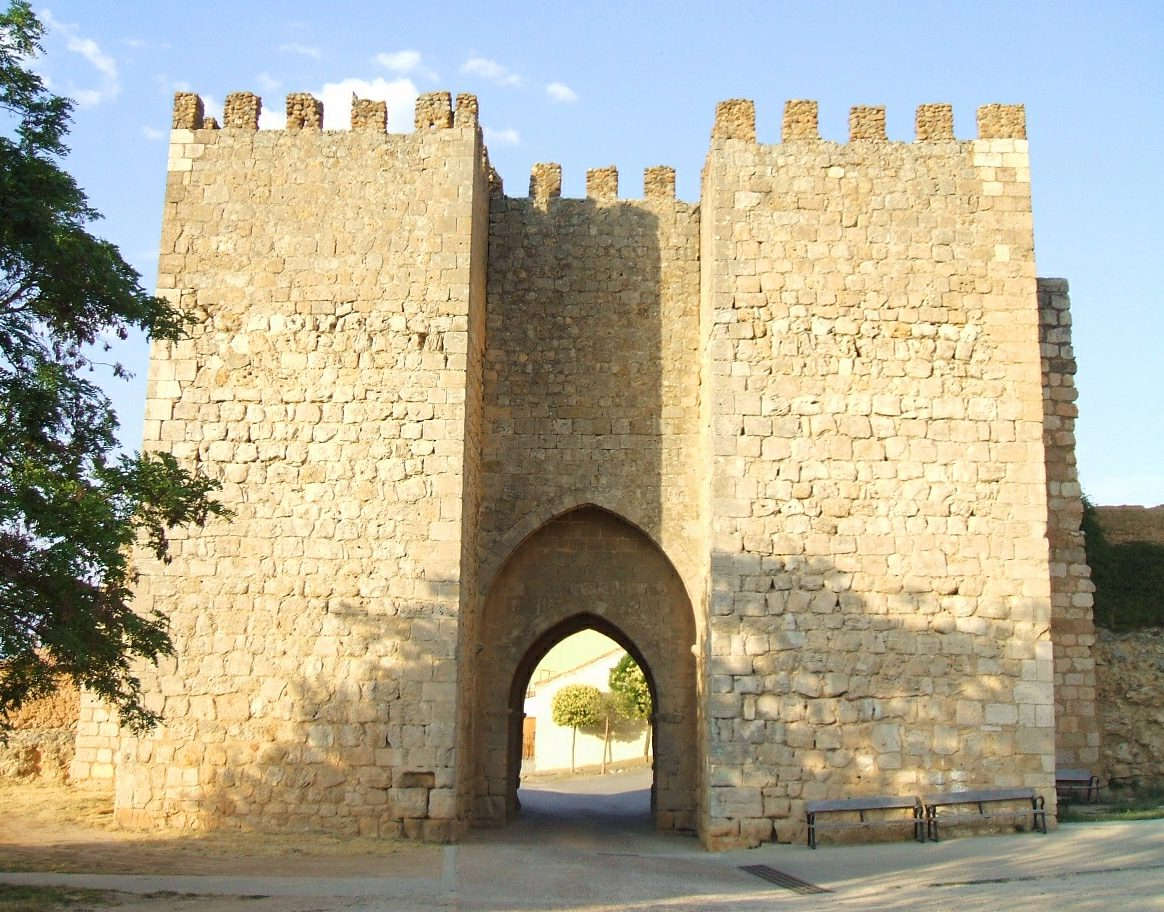
Puerta del mercado de Almazán, por donde salía la cañada de la villa.

Antes de Almántiga se desprende un importante ramal que, por Lodares, Fuentegelmes y Barahona, va a intercomunicar la Cañada Real Soriana Occidental. Se trata del ramal merinero de Madrid. En el término de Balluncar, dando ya cara a la fuente que sirve de abrevadero, en un suelo bien tapizado, crecen la alhucema el matagallos, el hisopillo y la escobilla parda, pero en general la vegetación es pobre, predominando siempre la aliagas y tomillos. Por Torremadiana el camino pastoril entra en terrenos comuneros de la fuente de la Bragadera, donde hay un descansadero.
Pasada la mesa miocena, la Cañada desciende al histórico río Bordecorex, vadeándolo dice la carta, flanqueado de atalayas testigos de algaras y empresas durante los siglos X y XI. Este valle es el "camino de la yacija", que Almanzor hubo de remontar moribundo hacia Medinaceli. La Carta señala que la Cañada cruza el camino Real y habla también del sitio del Muerto, donde se deja el término de Jodra de Cardos y la tierra de Almazán.
A Pinilla del Olmo se puede acceder por la Raqueposera de Arriba y Valdeamarguillo, los Navajuelos y el Hornillo, o bien remontando el vallejuelo por Canto Blanco, falda del monte y dehesa de Pinilla y Valdeburreros, camino ya de Romanillos y sitio de los Verdurales.
Con dirección al mediodía, la Cañada atraviesa las tierras de las Peñuelas y la fuente de la Caracita, donde las ovejas, en tiempos, podían abrevar y sustraerse a la aridez de los campos con la hierba fresca de la Dehesa de Romanillos. A la Dehesa se accede por una quiebra reducida producida por una falla, que, "combinada con otra paralela, hunde una pieza del Triásico y destaca ese bloque hacia el sur". "Entre los cejos areniscos, un gran lastrón inclinado hacia el camino ganadero, deja ver una de tantas "sepulturas" rupestres de Tierras de Soria (Calatañazor, Castro, Medina, Miño, etc.) con la particularidad de que ésta tuvo que pertenecer a un gigante".
Pasado el pueblo, la Cañada pasa junto a la ermita de la Soledad, de doble puerta, como tantas que corresponden al Ducado de los Medinaceli, y no lejos de ella se encuentra una fuente romana con su casetón de sillería a dos aguas y flanqueando la Cañada, sepulturas antropoides ya en plena calzada itálica. Camino de la Loma del Mojano las columnas que ahora hacen de vía crucis, aprovechadas de un templo, enmarcan los ejidos de Romanillos.
A partir de la ermita de la Soledad, es posible seguir la Calzada en una longitud de uno 400 m en casi perfecta conservación. Las cunetas labradas en la roca y su cajero bien asentado siguen sujetando el firme que tantas legiones cruzaron. Aunque la Cañada está perfectamente clara en el 1:50.000 (hoja 434) a la altura de La Mata se desdibuja y, dejando a mano izquierda Conquezuela y las Olmedillas, entra en la hoja 461, atravesando el alto de Mojonazo,  Piedrablanca y el Navalón, pero antes desde La Mata, el viajero puede descubrir Atienza –una peña mui fuort– como si justo desde aquí también la hubiera visto el poeta de Mio Cid.

## Tramo en la provincia de Guadalajara

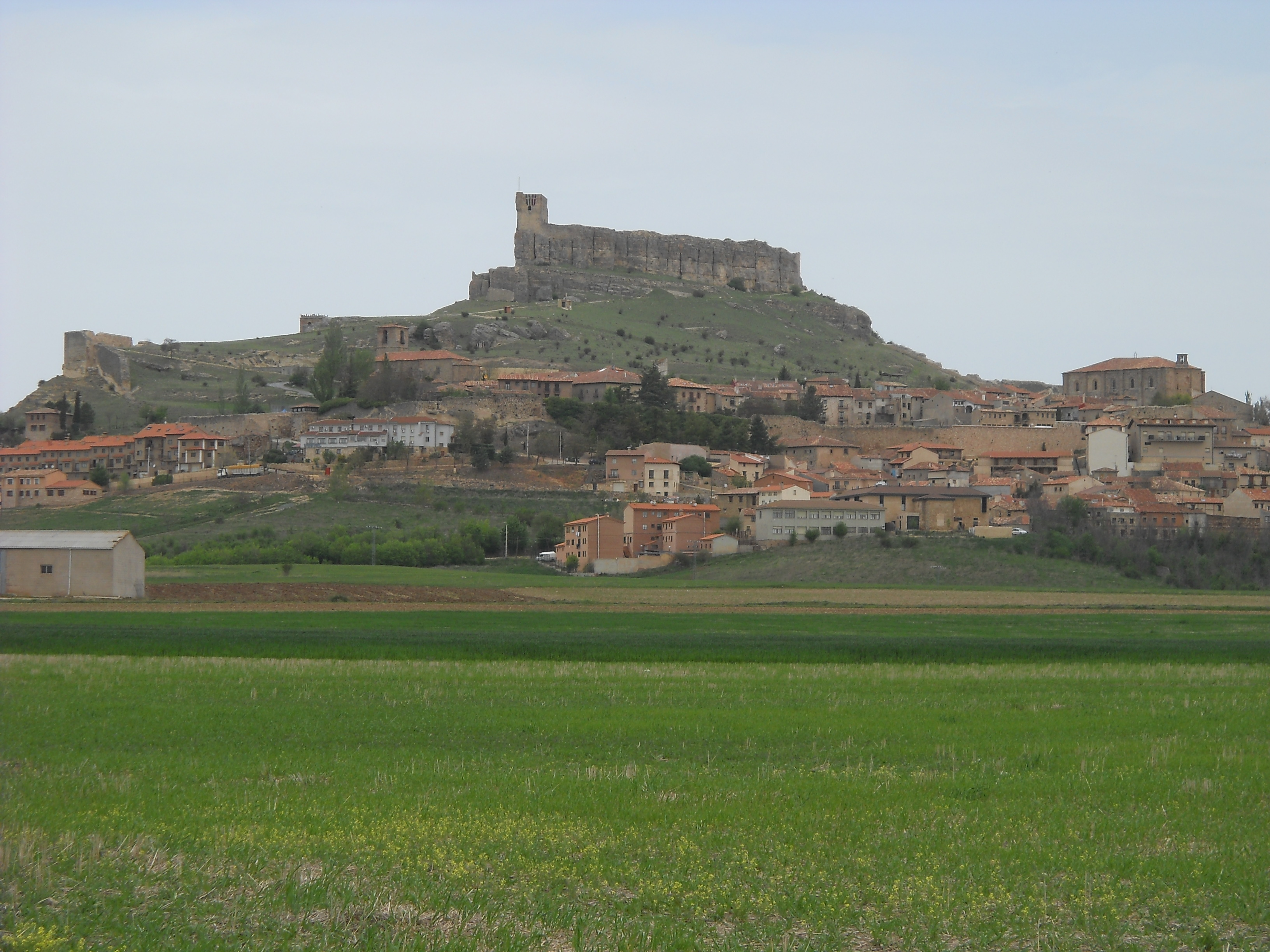
Panorama de la villa de Atienza (Guadalajara), por donde pasa la cañada.

## Tramo en la provincia de Madrid

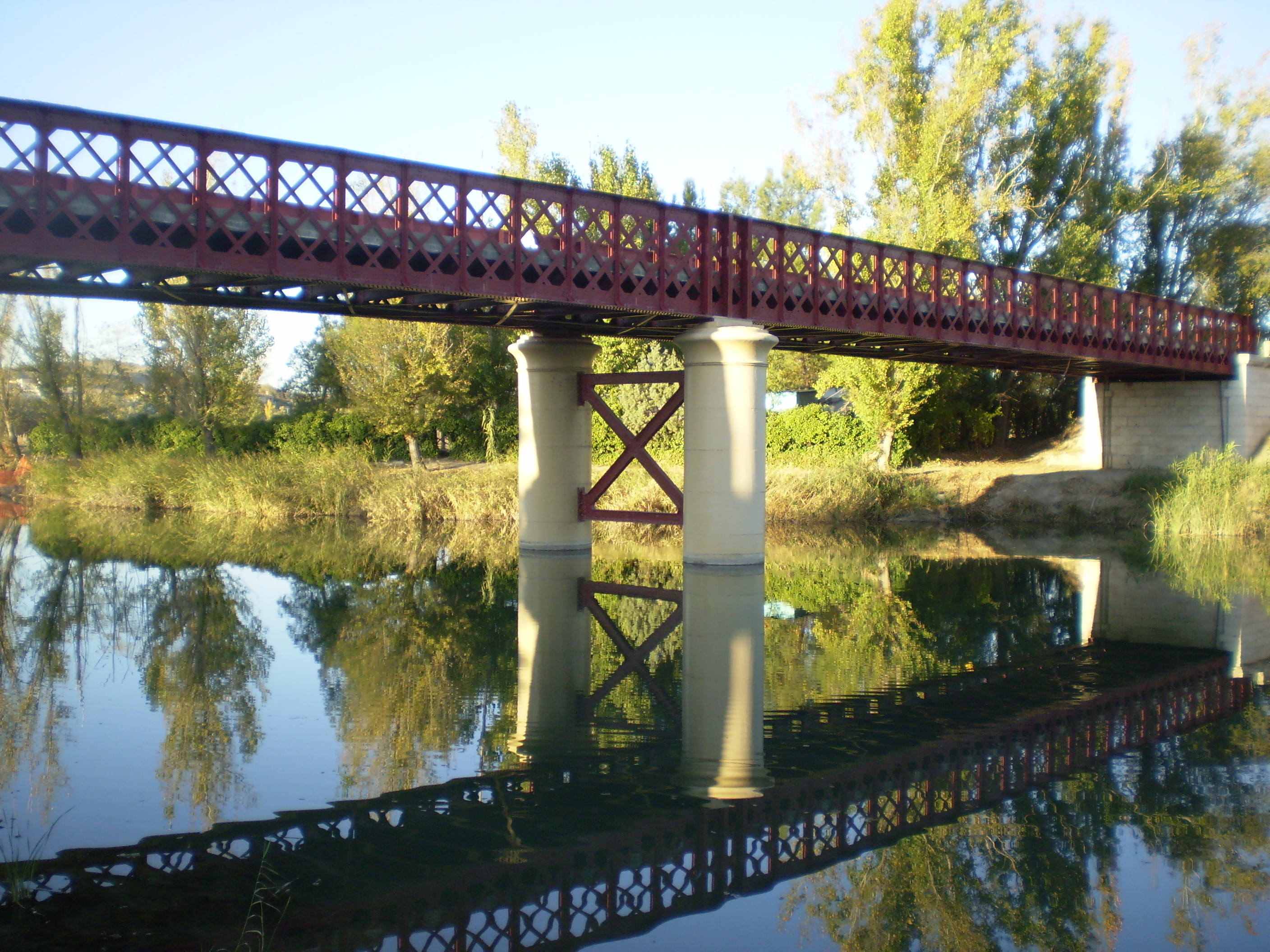
Puente de hierro en Fuentidueña de Tajo (Madrid), por el que cruza la cañada el río Tajo.

Se entra en la provincia de Madrid por el término de Brea de Tajo, hacia el sitio de las Matillas. La Cañada va atravesando copudas encinas y eriales en lomos suaves. Estremera queda a la izquierda como topónimo mesteño. El río Tajo se cruza por un hermoso puente en Fuentidueña de Tajo, en tiempos por barca de maroma. En un yesar en lo alto de una terraza se enclava la ermita de Alarilla. Y pasada la ermita la Cañada se clava por un barranco, remontando los cerros de aljez. 

## Tramo en la provincia de Toledo
Al salir de Fuentidueña de Tajo la Cañada se adentra en Toledo, por término de Santa Cruz de la Zarza. Los términos de Santa Cruz de la Zarza y Villatobas presentan una Cañada llana, no desprovista de alguna vallonada . Prácticamente todo el terreno que linda con ella está acotado. En la venta de Cedrón la ruta del ganado va hasta un fondo de juncos y atraviesa el ferrocarril desmantelado. De la Cañada de Santa Cruz de la Zarza se desprende por la derecha un ramal o vereda, que penetra en el territorio de la encomienda de Montealegre, para los ganados que quieren aprovechar sus pastos y abrevar en el sitio de Los Hundimientos (topónimo ligado a los solubles terrenos subyacentes), mediante la retribución de veinte y cuatro maravedises por rebaño, como dice la Carta.
A diferencia de la vieja Castilla, los pastores –ya en tierras de La Mancha– acudían al sistema de igualas, que no debe confundirse con "la contenta". Las igualas se hacían en La Mancha, en la campiña. Los guardas eran los encargados de señalar dónde se podía igualar un terreno, por ejemplo un alubial y sobre todo la pampa o pámpana de la viña. una vez ajustado el precio con el propietario, los pastores ladeban el ganado. Sin embargo "la contenta" no era una simple propina, sino un precio más bien simbólico que los pastores pagaban a los dueños de las fincas colindantes, por permitir que el ganado aprovechara la hoja, lo que en Castilla se conoce como derrota de mieses.

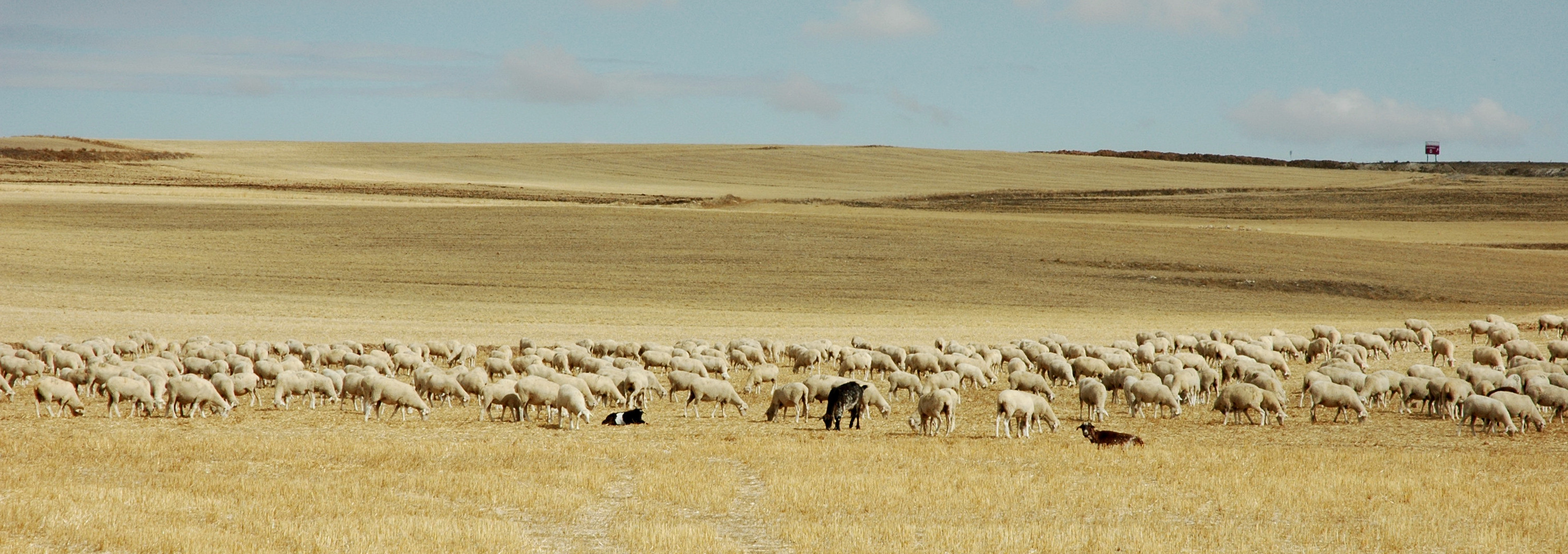
Rebaño de ovejas en La Mancha, España.

Llega otra Cañada, por la izquierda, que proviene del lado de Cuenca, por Cabezamesada. Se cruza la carretera N-III de Madrid a Valencia y se atraviesan terrenos extremadamente llanos.
Esta parte de la vía pecuaria se sigue perfectamente con la hoja núm. 659, ya en el término de Corral de Almaguer. Continúa por una gran planicie, de la que apenas si resalta algún que otro monte-isla del sustrato, como el de San Antón. Se faldea el cerro y se bordea el término de Lillo, yendo siempre por el de Corral de Almaguer. Prosigue la vereda (por estos parajes se la llama así) por el término de Villacañas, siguiendo la ribera del Riánsares y puente inmediato al Molino de Paulés. Es la llamada Mancha húmeda y la vereda presenta buena hierba, juncales junto al Masegar (lugar de masiega y plantas típicas de las zonas pantanosas de La Mancha), y Paulés, otro topónimo indicativo de lagunazo de poco fondo, con vegetación, locución usada en buena parte de España con diversas variantes. Por el Riánsares se alinean varios molinos de mucho arte debido a las escasos caudales y desniveles; uno de ellos conserva la denominación e [Molino de Abajo. La vereda atraviesa la tierra de Tomás Maqueda, donde aparece un puente para pasar cuando el río se desborda.
Pasado el ferrocarril de Alicante, en la Chinforrera (nombre con el que se conoce a las edificaciones aisladas en esta parte de La Mancha) de los Romanos, se incorpora la Cañada de Cuenca, que entra en la Soriana por el saliente. Por supuesto se trata de la colada más importante que recibe la ruta ovina soriana. Esta colada atraviesa allí mismo el Riánsares, debido a que el río es deglutido por el terreno y se corta de momento su corriente. En este punto la distancia desde Yanguas (Soria) es de 342 km.
Allí se forma un nudo muy interesante de cañadas. Por ejemplo, los pastores de Cuenca tomando la Soriana podían ir al Valle de Alcudia pero también los sorianos podían proseguir más al sur y unirse a las galianas más meridionales conquenses por medio de otro ramal que partía de la casa de los Romanos, y por Quero, iba, norte-sur a Manzanares. Junto a la laguna de Taray, una vez más estamos en La Mancha húmeda ( su nombre alude a los hermosos árboles, de la familia de los tarajes que la bordean). La laguna de Taray tiene un vaso de un kilómetro de diámetro de origen endorreico y es un refugio de anátidas. Seguidamente, al lado contrario, derecho, se deja la laguna de Tírez.
Al entrar la ruta en término de Madridejos (hoja 713) se divisan a la derecha Consuegra y sus molinos. Se van acercando las estribaciones de los Montes de Toledo. En el río Amarguillo el paso es impracticable. El paisaje de olmos grandes en medio de campos de viñas es jugoso y sereno. La carretera nacional de Andalucía enfila al meridiano, mientras que la Cañada apunta hacia los Montes de Toledo, abandonando La Mancha que se abre al sur. La Cañada a medida que se aproximan los Montes de Toledo, recorre terrenos duros y bravíos de abundante caza. El nombre del paraje: Contadero Viejo sin duda hace referencia a las entradas de ganados mesteños en posesiones de la Orden de San Juan.
En La Perdiguera se suben unos 50 m para volver a terreno llano. Las Casas de Plata y el Rasillo, en término de Madridejos y Valdeperal y el Herradero en el de Consuegra son fácilmente identificables en la actualidad según las citas de la guía. 
Se pasa el Puerto del Reventón que da entrada a la llanura de Urda (hoja 712). A partir del Puerto y en media docena de kilómetros la Cañada faldea la Sierra de Enmedio. Desde la Venta de la Serna o de la Serrana, se toma el viejo "camino de las carretas" y se baja por una larga junquera de la vaguada, a la izquierda de la carretera de Toledo a Ciudad Real.

## Tramo de la provincia de Ciudad Real
Pasado el Cortijo de los Hoyos se accede al término de Fuente el Fresno. La Cañada, siempre a contrapelo de la hidrografía y de la orografía tendrá que cruzar el Guadiana, pero antes pasará por Malagón. Al salir de Malagón (hoja 759) se separa una Cañada hacia el sur, que va cruzar el Guadiana en el Molino de Volga en dirección a Ciudad Real y Calatrava. El río Bañuelo se puede pasar por un puente en muy mal estado. Frente a Fernán Caballero la Cañada va por un altozano, que domina los cascajares cuaternarios. Los cultivos y sobre todo los olivos han dejado reducida su anchura entre los 5 y los 15 m. Se atraviesa junto a un canal de regadío que bate la plana del río Becea, afluente del Bañuelo.
La Cañada se acerca al cauce del Guadiana, bordeándolo por cerca de un kilómetro. Luego marcha por su valle. En Picón crece la verdolaga, el lino amarillo, la malva, el gordolobo el cenizo y el hinojo que tapizan el suelo de la calle de las merinas, seco, árido, del término de Ciudad Real. Pasadas los proximidades de Picón la Cañada sigue entre lomas y bosques, donde hubo una Encomienda. Luego pasa un puertecillo, entre cultivos. Más allá queda la Laguna de Don Diego, hoy desecada y arada. También una ermita y un cerrete con aspecto de viejo castro, que ha dado lugar al topónimo de los Castillejos. Junto a la laguna confluye la Cañada Real Segoviana, una de las más importantes del Honrado Concejo, que traían los rebaños del occidente castellano.
Dejando a la derecha Alcolea de Calatrava, remontando una vaguada, entre montes de cuarcita, se va hacia el lado de Valverde y al histórico vado de Alarcos, donde Alfonso VIII hubo de escapar tras dejar a Don Diego López de Haro en el castillo. Las pinadas se suceden y la Galiana va por un vallejo arriba. Es por esta parte donde más alterada se encuentra la vía pecuaria escombreras y obra, zanjas para la captación de aguas, en Valtravieso con buen pasto e hitos cañariegos en los bordes límicos de una laguna desecada, convertida en tierra de abor. Al quedar en este tramo cerrado el paso, es necesario dar una gran vuelta para acceder al puente de la carretera y la orilla del Guadiana a la gran dehesa de Herrera. Sin duda se trata de uno de los lugares más espectaculares de toda la Cañada. La vega fluvial, desde el Martinete a Suso, con unos 100 m de anchura y al menos 2.000 de largo, fue un descansadero de ganados, todo un oasis como una tierra de promisión para los hombres provenientes de los secarrales inmediatos de los Montes de Toledo, del cierzo y de la nieve de las sierras sorianas. Junto a los olmos y robles los prados jugosos y las riberas repletas de hierba. La Encomienda de Herrera, que fue de Calatrava, tiene una casa-castillo en lo alto y, un kilómetro largo, ayuso, en un lugar umbrío, el Puente de las Ovejas sobre el Guadiana.

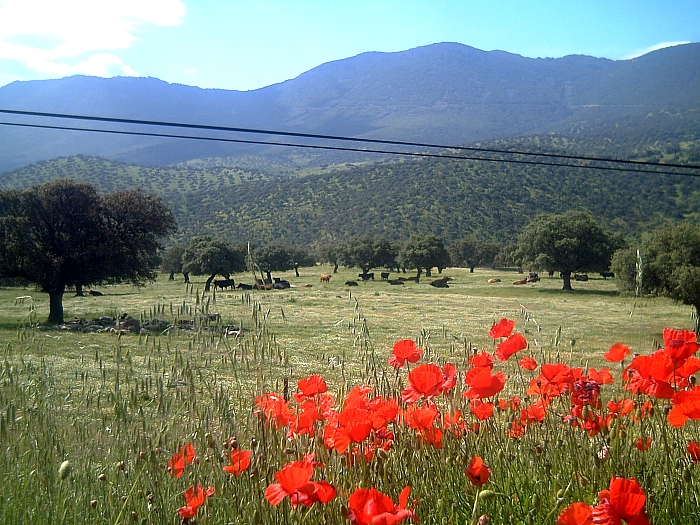
Valle de Alcudia, Ciudad Real, España.

La Encomienda fue de Don Carlos María Isidro a quien se le secuestró durante la Guerra Civil. Dada la estructura del puente es muy posible que los de Calatrava tuvieran allí un portazgo y algún canon sobre los herbazales.
El puente, cortado en la francesada, ha sido reparado no con acierto en varias ocasiones. Rústico y exacto, se estrecha en un verdadero callejón de 1,50 m de vano libre. Sin duda alguna su estructura responde a un contadero de la Orden. A ambos lados de la Cañada, especialmente al lado derecho del río, dos grandes filas de olmos acompañan el camino y las márgenes fluviales.
Pasada la vega fluvial, la Cañada recupera su habitual aridez. La Encomienda de Herrera termina en la Fuente del Piojo. Se atraviesa Sierra Gorda y que supone una gran divisoria. Tras la laguna de Cabezarados, se cruza la carretera de Cabezarados a Tirteafuera y Puertollano, que marcha por un llano de olivares y cereal. Se pasa junto a la laguna de Carrizosa y a la derecha se separa un ramal, Este-Oeste, que busca el Valle de la Serena, por Abenójar y Saceruela. Las minas de San Quintín, viejo pueblo ligado al laboreo, abandonadas. Desde San Quintín a Viñuela (Hoja 809) median unos 15 km. La Cañada pasa por el río Tirteafuera. Para abandonar el fondón de Tirteafuera y subir a las cuarcitas se debe remontar, entre bosques y olivares, el lomo que separa a Viñuelas, hasta el puerto de Carnereros. Por la izquierda se reincorpora una colada: es un brazo del ramal izquierdo de la Oriental Soriana, que hemos dejado en la «casa de los Romanos», junto al Taray, ya unido a los ramales de saliente de la de Cuenca. A la caída de las Viñuelas el terreno se hace anfractuoso. Se cruza el caserío y sirve de punto de bifurcación de la Cañada.
En Veredas estamos ya en la cuesta contraria. este núcleo es conocido como Veredas de Abajo y remontando a partir de él otra divisoria, de pando relieve, se llega a Veredas de Arriba o Veredillas y la vía de las merinas se difumina en distintos cordeles. En la estación de Veredas desembarcan hoy los rebaños que van a la Bienvenida. La Cañada entra en su tierra de promisión: El Valle de Alcudia. Este gran espacio ganadero, es sin lugar a dudas el más importante de España. Sigue estando aprovechado por el lanar, aunque ahora sean más los hatos estantes.
Los de Cuenca y los de Segovia disputaron sus pastos, que no se negaron a los sorianos. Todavía cuando llegan los pastores son recibidos en la interesantísima instalación de  la Bienvenida, donde se reparten las suertes.
De Alcudia parten otros caminos pastoriles, en una amplia Cañada que sale hacia las provincias de Córdoba y Sevilla.

## Tramo en Andalucía
Ya en la provincia de Córdoba entra la Cañada por el río Guadalmez, Torrecampo y a su paso se forman dos ramales: el de la izquierda que sigue por este término al de Villanueva de Córdoba, con dirección a Córdoba, y el de la derecha que conduce al caz del molino de Guadalmez. Pasado el arroyo de Santa María sale la Cañada del término de Torrecampo para entrar en el Guijo, cruzando tierras de labor por  Los Pedroches que está a la izquierda del arroyo Matanza.

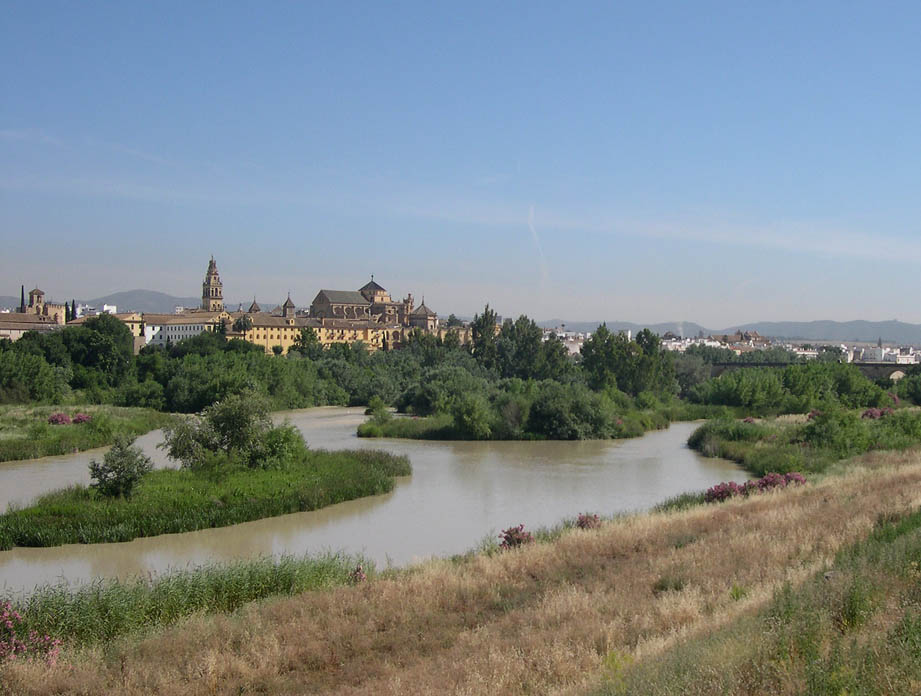
Río Guadalquivir en Córdoba.

El macizo granítico de  Los Pedroches es un territorio de baja densidad demográfica, en el que hay grandes extensiones dedicadas a la ganadería. Pero allí predomina el vacuno, estando los predios compartimentados por innumerables bardas, que separan los grandes herbazales. A uno y otro lado de los granitos la morfología es muy anfractuosa y los pastores sorianos hubieron de vadear y remontar innumerables veces, entre sierras desérticas, abundantemente arboladas y con vegetación de sotobosque de madroñeras.
Gran parte del territorio ha estado dedicado a la minería, de la que hoy pueden verse escombreras de gran volumen y pueblos enteros abandonados. Después se han generado grandes latifundios, poblados de caza mayor. Prosigue la Cañada desde el Puerto Calatraveño por los baldíos comuneros de Espiel y Los Pedroches, hasta el Caserón del Tío Pedro Madrid y mojón divisorio de dichas villas con la de Villaharta, entrando es este término. Sigue a la Venta de los Pillos y marcha al Puerto de Ginés, pasa por los ejidos del pueblo y sale a las afueras por el camino de Córdoba hasta la Venta del Castillo y desde aquí a la dehesa de los Llanos, Campobajo y Menserguido y al arroyo de Estancaovejas, topónimo más que significativo. Tres leguas antes de la ciudad de Córdoba, junto al pozo de la Venta de los Romanos, entra la Cañada en su término municipal y pasa los siguientes sitios: Cruz del Barquillo, Cuesta de Arrastraculos, Los Escalones, atraviesa olivos y el molino de Montesinos que forma e arroyo de Linares, con puente para pasar y continuando por la hacienda de San Cebrián, sigue hasta la separación del arroyo. A las afueras de Córdoba se incorpora la Cañada que viene por Levante, desde Andújar y Marmolejo, Adamuz y Ventas de Alcolea, es decir por la ribera derecha del Guadalquivir, y otro ramal de Villanueva de la Jara. Una vez que ambas se han reunido rodea el muro de la ciudad y se va al Campo de la Merced, donde tuvo descansadero y fuente.
Desde la Cañada principal se aparta un ramal que pasa por el puente romano del Guadalquivir y sigue al Mediodía hacia el término de Fernán Núñez. Pero la Cañada principal sigue río abajo y entra en el Partido de Posadas hasta el descansadero de Tamujar (desde donde parte una vereda realenga de San Ildefonso, que pasa el río Guadalquivir por la Dehesa de la Barca, fiel alusión a que existía este medio de vadeo, y cruza luego el río Guadalcazar para ir en dirección a Écija).
La Cañada deja el término de Posadas para entrar en el de Hornachuelos, y con su anchura de 90 varas va a la Fuente Blanquilla. Sale la Cañada de Hornachuelos y de la provincia de Córdoba y pasa al de Peñaflor que es de la provincia de Sevilla y su partido de Lora del Río. La vereda de este nombre tiene dos entradas, desde la Cañada Real descrita: una frente a Las Mochuelas Bajas, pasada la huerta de San Andrés, y otra desde lo alto de la cuesta de Sevilla, frente a Los Llanos y antes de Las Cabezuelas.
En este tramo bético de la Cañada -conocida allí como "la vereda de la carne"- los colindantes han construido en sus bordes una verdadera "ciudad lineal", aprovechando la res nulius de la propiedad estatal. Alineaciones enteras de cortijillos y pequeñas construcciones dejan en medio la que fue vía de tráfago de las merinas y sus pastores, que o bien invernaban con sus hatos por estos predios, o bien seguían hasta las marismas, en un alarde de resistencia itinerante y de intemperies.